# Kabinet-Amato I
Het kabinet–Amato I was de Italiaanse regering van 28 juni 1992 tot 28 april 1993. Het kabinet werd gevormd door de politieke partijen DC, PSI, PLI en PSDI na de parlementsverkiezingen van 1992 met Giuliano Amato van de Italiaanse Socialistische Partij (PSI) als premier.

## Kabinet–Amato I (1992–1993)
| Ambtsbekleder                      | Ambtsbekleder        | Ambtsbekleder                    | Functie                                                                    | Ambtstermijn     | Ambtstermijn     | Partij |
| ---------------------------------- | -------------------- | -------------------------------- | -------------------------------------------------------------------------- | ---------------- | ---------------- | ------ |
|                                    | Giuliano Amato       | Giuliano Amato (1938)            | Premier                                                                    | 28 juni 1992     | 28 april 1993    | PSI    |
|                                    | Fabio Fabbri         | Fabio Fabbri (1933–2024)         | Secretaris- generaal                                                       | 28 juni 1992     | 28 april 1993    | PSI    |
|                                    | Claudio Martelli     | Claudio Martelli (1931)          | Minister van Binnenlandse Zaken                                            | 28 juni 1992     | 20 april 1994    | DC     |
|                                    | Vincenzo Scotti      | Vincenzo Scotti (1933)           | Minister van Buitenlandse Zaken                                            | 28 juni 1992     | 29 juli 1992     | DC     |
|                                    | Giuliano Amato       | Giuliano Amato (1938)            | Minister van Buitenlandse Zaken                                            | 29 juli 1992     | 1 augustus 1992  | PSI    |
|                                    | Emilio Colombo       | Emilio Colombo (1920–2013)       | Minister van Buitenlandse Zaken                                            | 1 augustus 1992  | 28 april 1993    | DC     |
|                                    | Giovanni Goria       | Giovanni Goria (1943–1994)       | Minister van Financiën                                                     | 28 juni 1992     | 22 februari 1993 | DC     |
|                                    | Franco Reviglio      | Franco Reviglio (1935)           | Minister van Financiën                                                     | 22 februari 1993 | 31 maart 1993    | PSI    |
|                                    | Giuliano Amato       | Giuliano Amato (1938)            | Minister van Financiën                                                     | 31 maart 1993    | 28 april 1993    | PSI    |
|                                    | Piero Barucci        | Piero Barucci (1933)             | Minister van de Schatkist                                                  | 28 juni 1992     | 10 mei 1994      | DC     |
|                                    | Franco Reviglio      | Franco Reviglio (1935)           | Minister van het Budget                                                    | 28 juni 1992     | 22 februari 1993 | PSI    |
|                                    | Beniamino Andreatta  | Beniamino Andreatta (1928–2007)  | Minister van het Budget                                                    | 22 februari 1993 | 28 april 1993    | DC     |
|                                    | Claudio Martelli     | Claudio Martelli (1943)          | Minister van Justitie                                                      | 1 februari 1991  | 10 februari 1993 | PSI    |
|                                    | Giovanni Conso       | Giovanni Conso (1922–2015)       | Minister van Justitie                                                      | 10 februari 1993 | 10 mei 1994      | O      |
|                                    | Giuseppe Guarino     | Giuseppe Guarino (1922–2020)     | Minister van Economische Zaken                                             | 28 juni 1992     | 28 april 1993    | DC     |
| Minister voor Staatsdeel- nemingen | Giuseppe Guarino     | Giuseppe Guarino (1922–2020)     |                                                                            | 28 juni 1992     | 28 april 1993    | DC     |
|                                    | Salvo Andò           | Salvo Andò (1945)                | Minister van Defensie                                                      | 28 juni 1992     | 28 april 1993    | PSI    |
|                                    | Francesco De Lorenzo | Francesco De Lorenzo (1938)      | Minister van Volksgezondheid                                               | 22 juli 1989     | 22 februari 1993 | PLI    |
|                                    | Raffaele Costa       | Raffaele Costa (1936)            | Minister van Volksgezondheid                                               | 22 februari 1993 | 28 april 1993    | PLI    |
|                                    | Nino Cristofori      | Nino Cristofori (1930–2015)      | Minister van Arbeid en Sociale Zaken                                       | 28 juni 1992     | 28 april 1993    | DC     |
|                                    | Rosa Russo Iervolino | Rosa Russo Iervolino (1936)      | Minister van Onderwijs                                                     | 28 juni 1992     | 10 mei 1994      | DC     |
|                                    | Giancarlo Tesini     | Giancarlo Tesini (1929)          | Minister van Transport                                                     | 28 juni 1992     | 28 april 1993    | DC     |
| Minister voor Koopvaardij          | Giancarlo Tesini     | Giancarlo Tesini (1929)          |                                                                            | 28 juni 1992     | 28 april 1993    | DC     |
|                                    | Francesco Merloni    | Francesco Merloni (1925–2024)    | Minister van Infrastructuur                                                | 28 juni 1992     | 10 mei 1994      | DC     |
|                                    | Gianni Fontana       | Gianni Fontana (1944)            | Minister van Landbouw                                                      | 28 juni 1992     | 21 maart 1993    | DC     |
|                                    | Alfredo Diana        | Alfredo Diana (1930)             | Minister van Landbouw                                                      | 21 maart 1993    | 10 mei 1994      | DC     |
|                                    | Carlo Ripa di Meana  | Carlo Ripa di Meana (1929–2018)  | Minister van Milieu                                                        | 28 juni 1992     | 8 maart 1993     | PSI    |
|                                    | Valdo Spini          | Valdo Spini (1946)               | Minister van Milieu                                                        | 8 maart 1993     | 28 april 1993    | PSI    |
|                                    | Maurizio Pagani      | Maurizio Pagani (1936–2014)      | Minister van Communicatie                                                  | 28 juni 1992     | 10 mei 1994      | PSDI   |
|                                    | Alberto Ronchey      | Alberto Ronchey (1926–2010)      | Minister van Cultuur                                                       | 28 juni 1992     | 10 mei 1994      | O      |
|                                    | Claudio Vitalone     | Claudio Vitalone (1938–2008)     | Minister voor Buitenlandse Handel                                          | 28 juni 1992     | 28 april 1993    | DC     |
|                                    | Raffaele Costa       | Raffaele Costa (1936)            | Minister voor Europese Zaken                                               | 28 juni 1992     | 22 februari 1993 | PLI    |
| Minister voor Regionale Zaken      | Raffaele Costa       | Raffaele Costa (1936)            |                                                                            | 28 juni 1992     | 22 februari 1993 | PLI    |
|                                    | Gianfranco Ciaurro   | Gianfranco Ciaurro (1929–2000)   | Minister voor Europese Zaken                                               | 22 februari 1993 | 28 april 1993    | PLI    |
| Minister voor Regionale Zaken      | Gianfranco Ciaurro   | Gianfranco Ciaurro (1929–2000)   |                                                                            | 22 februari 1993 | 28 april 1993    | PLI    |
|                                    | Alessandro Fontana   | Alessandro Fontana (1936–2013)   | Minister voor Hoger Onderwijs, Wetenschap en Technologische Ontwikkelingen | 28 juni 1992     | 28 april 1993    | DC     |
|                                    | Paolo Baratta        | Paolo Baratta (1939)             | Minister voor Staatsdeel- nemingen Hervorming                              | 28 juni 1992     | 28 april 1993    | O      |
|                                    | Adriano Bompiani     | Adriano Bompiani (1923–2013)     | Minister voor Welzijn                                                      | 28 juni 1992     | 28 april 1993    | DC     |
|                                    | Carmelo Conte        | Carmelo Conte (1938)             | Minister voor Steden- bouwkunde                                            | 22 juli 1989     | 28 april 1993    | PSI    |
|                                    | Margherita Boniver   | Margherita Boniver (1938)        | Minister voor Toerisme                                                     | 28 juni 1992     | 28 april 1993    | DC     |
|                                    | Ferdinando Facchiano | Ferdinando Facchiano (1927–2022) | Minister voor Nood- toestanden                                             | 28 juni 1992     | 28 april 1993    | PSDI   |

De Gasperi II · De Gasperi III · De Gasperi IV · De Gasperi V · De Gasperi VI · De Gasperi VII · De Gasperi VIII · Pella · Fanfani I · Scelba · Segni I · Zoli · Fanfani II · Segni II · Tambroni · Fanfani III · Fanfani IV · Leone I · Moro I · Moro II · Moro III · Leone II · Rumor I · Rumor II · Rumor III · Colombo · Andreotti I · Andreotti II · Rumor IV · Rumor V · Moro IV · Moro V · Andreotti III · Andreotti IV · Andreotti V · Cossiga I · Cossiga II · Forlani · Spadolini I · Spadolini II · Fanfani V · Craxi I · Craxi II · Fanfani VI · Goria · De Mita · Andreotti VI · Andreotti VII · Amato I · Ciampi · Berlusconi I · Dini · Prodi I · D'Alema I · D'Alema II · Amato II · Berlusconi II · Berlusconi III · Prodi II · Berlusconi IV · Monti · Letta · Renzi · Gentiloni · Conte I · Conte II · Draghi · Meloni